# Levan Kenia
Levan Kenia (Georgisch: ლევან ყენია) (Tbilisi, 18 oktober 1990) is een voetballer uit Georgië, die onder contract staat bij het Luxemburgse F91 Dudelange. Hij speelt als aanvallende middenvelder.

## Statistieken
| Seizoen | Club               | Land      | Competitie              | Wed. | Doelp. |
| ------- | ------------------ | --------- | ----------------------- | ---- | ------ |
| 2008/09 | FC Schalke 04      | Duitsland | Bundesliga              | 1    | 0      |
| 2009/10 | FC Schalke 04      | Duitsland | Bundesliga              | 10   | 0      |
| 2010/11 | FC Schalke 04      | Duitsland | Bundesliga              | 0    | 0      |
| 2011/12 | FC Schalke 04      | Duitsland | Bundesliga              | 0    | 0      |
| 2012/13 | Karpaty Lviv       | Oekraïne  | Premjer Liha            | 20   | 3      |
| 2013/14 | Fortuna Düsseldorf | Duitsland | 2.Bundesliga            | 11   | 0      |
| 2014/15 | SK Slavia Praag    | Tsjechië  | 1. česká fotbalová liga | 14   | 2      |
| 2015/16 | SK Slavia Praag    | Tsjechië  | 1. česká fotbalová liga | 16   | 1      |
| 2016/17 | SK Slavia Praag    | Tsjechië  | 1. česká fotbalová liga | 1    | 0      |
| 2017    | Lokomotivi Tbilisi | Georgië   | Erovnuli Liga           | 0    | 0      |
| 2018    | Lokomotivi Tbilisi | Georgië   | Erovnuli Liga           | 3    | 0      |
| 2018/19 | F91 Dudelange      | Luxemburg | Nationaldivisioun       | 2    | 0      |
| Totaal  | Totaal             | Totaal    | Totaal                  | 78   | 6      |

## Interlandcarrière
Kenia maakte zijn debuut voor het Georgisch voetbalelftal op 8 september 2007 tegen Oekraïne als vervanger van Aleksander Iasjvili. Zijn eerste doelpunt maakte hij op 27 mei 2008 in het oefenduel tegen Estland.
| Interlanddoelpunten | Interlanddoelpunten | Interlanddoelpunten | Interlanddoelpunten | Interlanddoelpunten | Interlanddoelpunten | Interlanddoelpunten |
| #                   | Datum               | Locatie             | Tegenstander        | Goal(s)             | Uitslag             | Wedstrijd           |
| ------------------- | ------------------- | ------------------- | ------------------- | ------------------- | ------------------- | ------------------- |
| 1                   | 27/05/2008          | Tallinn, Estland    | Estland             | 83'                 | 1–1                 | Oefeninterland      |
| 2                   | 20/08/2008          | Cardiff, Wales      | Wales               | 66'                 | 1–2                 | Oefeninterland      |
| 3                   | 06/09/2008          | Mainz, Duitsland    | Ierland             | 90+2'               | 1–2                 | WK-kwalificatie     |
| 4                   | 27/05/2016          | Wels, Oostenrijk    | Slowakije           | 72'                 | 3–1                 | Oefeninterland      |